# To the Beat of a Different Drum
| Recensione                          | Giudizio |
| ----------------------------------- | -------- |
| The Rolling Stone Jazz Record Guide | [ 1 ]    |

The Mastery of John Coltrane Vol. II: To the Beat of a Different Drum è un album compilation del musicista jazz John Coltrane, pubblicato postumo dalla Impulse! Records nel 1978.

## Tracce
1. Dear Old Stockholm - 10:33
2. After the Rain - 4:07
3. One Up One Down - 15:12
4. After the Crescent - 13:24
5. Dear Lord - 5:29

## Musicisti
- John Coltrane — sax tenore
- Jimmy Garrison — contrabbasso
- Roy Haynes — batteria
- McCoy Tyner — pianoforte